# 동아 타인호아
동아 타인호아 FC(베트남어: Câu lạc bộ Bóng đá Đông Á Thanh Hóa)는 베트남 타인호아 성을 연고로 하는 축구 클럽이다. 2009년에 창단되었으며, 현재 베트남 축구 최상위 리그 V리그 1에 소속되어 있다.

## 현재 선수단

### 현역
2024년 10월 27일 기준

참고: FIFA 자격 규정에 따라 소속된 국가대표팀 국기를 표시합니다. 선수는 복수의 FIFA 비회원국 국적을 가지고 있을 수 있습니다.
| 번호 | 포지션 | 국적 | 이름 |
| ---- | ------ | ---- | ---- |

| 번호 | 포지션 | 국적 | 이름            |
| ---- | ------ | ---- | --------------- |
| 88   | MF     |      | 루이스 안토니우 |
| 95   | DF     |      | 구스타부        |

## 역대 감독
| 감독            | 임기        |
| --------------- | ----------- |
| 륩코 페트로비치 | 2017        |
| 륩코 페트로비치 | 2020 ~ 2022 |
| 벨리자르 포포프 | 2022 ~      |

## 성적
- V리그 1
  - 준우승 1회: 2017

- V리그 2
  - 준우승 1회: 2003